# Altar of Sin
Altar of Sin es un grupo de heavy metal procedente de Valencia (España).

## Biografía
El grupo se formó en el año 2003 cuando el guitarrista Carlos Overkill y el batería Goyo Hammerhead  (ex-Voice Of Hate, Profundis Tenebrarum) se unieron para crear una nueva banda más acorde con sus gustos musicales dentro del thrash metal pero huyendo de la comercialidad, muy influidos por el death metal y las bandas de los años 80.

Ellos dos comparten las tareas de poner la voz en sus canciones, siendo esta una de las pocas bandas de metal en la que podemos ver un batería cantando y aun así tocando con gran intensidad, poco después la formación se completó con la entrada de un bajista para poder realizar actuaciones en directo.
Comenzaron a darse a conocer a partir del año 2006 cuando grabaron su primer MCD Altar of Sin auto-editado por la propia banda, también comenzó a verse su nombre en festivales a nivel internacional como el Heavy Metal Heart V en marzo del 2008 donde por primera vez pudieron compartir escenario con bandas reconocidas de la talla de Onslaught o Su Ta Gar.

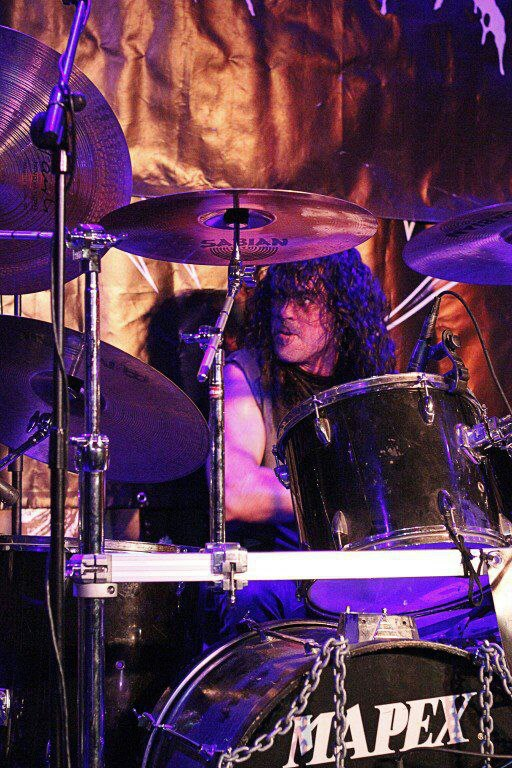
El baterista Goyo Hammerhead durante un concierto de Altar of Sin.

En septiembre del 2008 se edita su primer trabajo oficial Praising Evil grabado en mayo del 2009 con el productor Fernando Asensi y a través del sello Hecatombe Records. En la edición de Praising Evil se incluía además el anterior MCD Altar of Sin completando así un CD con 14 canciones el cual tuvo muy buenas críticas entre los medios underground erigiéndose en la banda más extrema de thrash metal a día de hoy en España.

En el mismo momento en que Praising Evil salió al mercado se produjo la incorporación de Javier Destructor al grupo, integrándose a la perfección como bajista definitivo de la banda.
Con esta formación a lo power trio siendo únicamente una guitarra, bajo y batería, en el año 2010 grabaron en los Fireworks Studios (Valencia) su primer álbum completo The Damned Dogs From Hell, editado por Hecatombe Records.
En marzo del 2012 llegó su siguiente trabajo Tales of Carnage First Class grabado en septiembre del 2011 de nuevo en los Firework Studios y con portada realizada por Namtaru Creations. Para la edición de este último trabajo firmaron un contrato con Xtreem Music, lo que ha significado otro paso adelante para la banda en su propósito de expandir su sonido.

A finales del 2012 reclutaron a un segundo guitarrista Neura para, de forma permanente pasar a ser un cuarteto a partir de la gira del álbum "Tales of Carnage First Class" durante el año 2013., pero este acabó abandonando la formación en agosto de 2015, volviendo así a su clásica formación a lo "power trio".
En los últimos años ha sido una de las bandas con mayor continuidad dentro del Metal Underground en España realizando conciertos por la mayor parte del país compartiendo escenarios con gran cantidad de bandas destacando algunas como Impaled Nazarene, Tankard, Sadistic Intent, Horrid, Avulsed, Fuck Off, Internal Suffering, Eliminator, Andralls, Omission, War-Head, Moonsorrow, Darkened Nocturn Slaughtercult y Malevolent Creation.

## Miembros actuales
- Carlos Overkill - Guitarra y voz.
- Goyo Hammerhead - Batería y voz.
- Javier Destructor - Bajo y coros.

## Discografía
| Año  | Formato | Título                       | Sello Discográfico | Comentario                         |
| 2008 | CD      | Praising Evil                | Hecatombe Records  | Incluye el primer MCD Altar of Sin |
| 2010 | CD      | The Damned Dogs From Hell    | Hecatombe Records  |                                    |
| 2012 | CD      | Tales of Carnage First Class | Xtreem Music       |                                    |